# ネフェルネフェルウアテン・タシェリト
ネフェルネフェルウアテン・タシェリトは古代エジプト第18王朝の王（ファラオ）アクエンアテンと女王ネフェルティティの第4王女。 

## 概要
ネフェルネフェルウアテンという名前は、彼女の母親ネフェルティティの誕生名に追加された名前、ネフェルネフェルウアテンに由来を持ち、6年目ごろからカルトゥーシュと「小さなもの、子供」と翻訳される「ta-scherit」という名前の形容辞を授けられたと考えられている。 
アクエンアテンの他の娘と同様に彼女の生年についても情報は不確実であるが、アクエンアテンの治世の7年〜10年または6年〜9年のいずれかと仮定されている。彼女の肖像がアクエンアテン治世12年以降に書かれているのでこれより前に生まれていることは確かである。アマルナの王家の墓に描かれた葬送の壁画では、彼女の姉メケトアテンの死者像の前で他の家族と一緒にネフェルネフェルウアテン・タシェリトは描かれている。

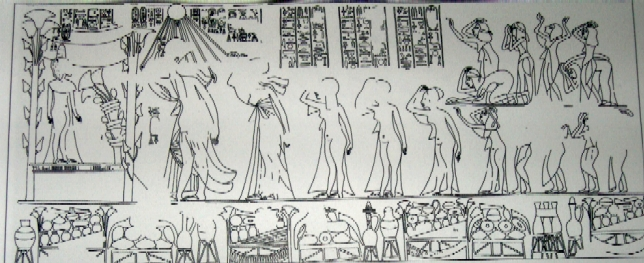
王家の墓 室に描かれた壁画。左端の天蓋の下にマケタトン、その前（右側）にアクエンアテン、ネフェルティティ、メリトアテン、アンケセナーメン、ネフェルネフェルウアテンタシェリットが描かれている。